# Syrine Issaoui
Syrine Issaoui, née le 13 février 1995, est une lutteuse tunisienne.

## Carrière
Syrine Issaoui est médaillée de bronze dans la catégorie des moins de 60 kg aux championnats d'Afrique 2015 à Alexandrie et médaillée de bronze dans la catégorie des moins de 63 kg aux Jeux africains de 2015 à Brazzaville ainsi qu'aux championnats d'Afrique 2016 à Alexandrie.